# Khaled Al-Rashidi
Khaled Al-Rashidi (1987. április 20. –) kuvaiti labdarúgó, a Salmiya SC kapusa, 2014 januárjában távozott az angol Nottingham Foresttől.
Felnőttpályafutását 2005-ben az Al Tadamonnál kezdte, egyre feljebb lépkedett a klub képzeletbeli ranglistáján, 2008-ban Szlovákiába, a Tatran Presovba igazolt. Nem tudott betörni az első csapatba, mindössze 10 bajnoki fellépéssel került kölcsönbe hazájába az Al Salibikhaetbe 2010-ben, de innen két bajnoki fellépéssel a háta mögött ugyanezen évben az Al Arabi SC-be igazolt. 2 és fél szezon után 104 bajnokival és 1, Kuwait SC elleni góllal, két és fél szezon alatt 1-1 Kuvaiti Koronaherceg-kupa és kuvaiti szuperkupa-győzelemmel a háta mögött szerződött Angliába a Nottingham Foresthez.